# 클레인 역설
상대론적 양자역학에서 클레인 역설(영어: Klein paradox, 클레인 터널링(Klein tunneling)이라고도 함)은 고에너지 전위 장벽과 마주하는 입자와 관련된 양자 현상이다. 이 역설은 1929년에 이를 발견한 물리학자 오스카르 클레인의 이름을 따서 명명되었다. 원래 클레인은 디랙 방정식을 익숙한 전자 산란과 전위 장벽 문제에 적용하여 역설적인 결과를 얻었다. 비상대론적 양자역학에서는 장벽으로의 전자 터널링이 지수적 감쇠와 함께 관찰된다. 그러나 클레인의 결과는 전위가 적어도 전자 질량의 크기 {\displaystyle Ve\approx mc^{2}} (여기서 V는 전위, e는 기본 전하, m은 전자 질량, c는 빛의 속력)라면 장벽이 거의 투명하다는 것을 보여주었다. 더욱이 전위가 무한대에 가까워질수록 반사는 줄어들고 전자는 항상 투과된다.
이 역설의 즉각적인 적용은 중성자 발견 이전에 핵 내 중성 입자에 대한 러더퍼드의 양성자-전자 모델이었다. 이 역설은 전자가 핵 내에 갇혀 있다는 개념에 대한 양자역학적 반론을 제시했다. 이 명확하고 정확한 역설은 전자가 어떤 전위 우물로도 핵 안에 갇힐 수 없음을 시사했다. 이 역설의 의미는 당시 닐스 보어와 다른 물리학자들에 의해 치열하게 논의되었다.

## 물리학적 개요
클레인 역설은 양자 입자가 정전기 전위와 상호작용할 때 상대론의 예상치 못한 결과이다. 자유 입자가 정전기 단계 전위에 충돌하는 양자역학적 문제는 상대론을 무시하면 두 가지 해를 가진다. 한 가지 해는 장벽에 접근하는 입자가 단계보다 적은 운동 에너지를 가질 때 적용된다: 입자는 반사된다. 입자가 단계보다 많은 에너지를 가질 경우, 일부는 단계를 통과하여 투과되고, 일부는 반사된다. 반사와 투과의 비율은 에너지 차이에 따라 달라진다. 상대론은 세 번째 해를 추가한다: 매우 가파른 전위 단계는 입자와 반입자를 생성하는 것처럼 보이며, 이는 투과 및 반사의 계산된 비율을 변화시킨다. 양자역학이라는 이론적 도구는 입자 생성을 처리할 수 없어, 상대론적 경우에 대한 모든 분석을 의심스럽게 만든다. 반입자가 발견되고 양자장론이 발전하기 전에는 이 세 번째 해가 이해되지 않았다. 이 수수께끼는 클레인 역설이라고 불리게 되었다.
질량을 가진 입자의 경우, 이 효과를 관찰하는 데 필요한 전기장 세기는 엄청나다. 입사 입자의 정지 에너지 {\displaystyle mc^{2}}와 유사한 전기적 위치 에너지 변화가 입자의 콤프턴 파장 {\displaystyle \hbar m/c}에 걸쳐 발생해야 하는데, 이는 전자에서는 1016 V/cm에 해당한다. 전자에서는 이러한 극단적인 장이 Z > 170 핵이나 블랙홀 사건 지평선에서의 증발과 관련될 수 있지만, 그래핀 p-n 접합의 2차원 준입자에서는 이 효과를 실험적으로 연구할 수 있다.:421

## 역사
오스카르 클레인은 1929년에 클레인 역설이라고 불리게 된 논문을 발표했는데, 이는 물리학자들이 상대론과 양자역학 이론을 어떻게 결합하고, 전자기학으로 알려진 물질과 빛의 결합을 어떻게 이해할 것인지라는 두 가지 문제에 씨름하던 시기였다. 이 역설은 디랙의 첫 시도에서 상대론이 양자역학에 어떻게 추가되었는지에 대한 의문을 제기했다. 이 역설을 해결하려면 전자기학을 위해 개발된 새로운 양자장론의 발전이 필요했다. 따라서 이 역설의 배경에는 양자역학과 양자전자기학의 발전이라는 두 가지 흐름이 있다.:350

### 디랙 방정식의 미스터리
1913년에 발표된 보어 모형은 조밀한 양의 핵 주위를 운동하는 전자를 가정했다.
양전하 핵의 존재 하에 고전 역학을 따르는 원자 전자는 로런츠 힘을 경험한다: 그들은 에너지를 방출하고 원자 핵으로 가속되어야 한다.
원자 스펙트럼 예측에서 보어 모형의 성공은 고전 역학이 정확하지 않다는 것을 시사했다.
1926년 에르빈 슈뢰딩거는 보어의 결과를 재현하는 새로운 전자 역학인 양자 역학을 개발했다. 슈뢰딩거와 다른 물리학자들은 이 역학이 불완전하다는 것을 알았다: 그것은 특수 상대성이론의 효과나 물질과 복사의 상호 작용을 포함하지 않았다.
폴 디랙은 1928년 그의 상대론적 전자 양자 이론으로 첫 번째 문제를 해결했다. 이 조합은 더 정확했으며 전자 스핀도 예측했다. 그러나 그것은 또한 예상보다 두 배나 많은 상태를 포함했으며, 이 모든 상태는 원자 물리학에 관련된 상태보다 에너지가 낮았다.
클레인은 이 추가 상태들이 정전기 전위의 크고 급격한 변화에 충돌하는 전자 모델에서 터무니없는 결과를 초래한다는 것을 발견했다: 장벽 너머에 음의 전류가 나타났다. 중요한 것은 디랙의 이론이 단일 입자 상태만을 예측했다는 것이다. 단일 입자 이론에서는 입자의 생성이나 소멸을 정확하게 분석할 수 없었다.
클레인의 결과는 출판 직후 널리 논의되었다. 닐스 보어는 이 결과가 급격한 단계와 관련이 있다고 생각했고, 그 결과 아르놀트 조머펠트는 프리츠 자우터에게 경사진 단계를 조사하도록 요청했다. 자우터는 보어의 추측을 확인할 수 있었다: 역설적인 결과는 전자의 콤프턴 파장, {\displaystyle \lambda =h/mc}, 약 2 x 10−12m와 유사한 거리에서 {\displaystyle \Delta V>2mc^{2}}의 단계에서만 나타났다.
1929년과 1930년 내내 여러 물리학자들이 디랙의 추가 상태를 이해하려는 일련의 논문을 발표했다.:351 헤르만 바일은 그들이 당시 알려진 전자 외의 유일한 기본 입자인 최근 발견된 양성자에 해당한다고 제안했다. 디랙은 클레인의 음의 전자가 양의 양성자로 변환될 수 없다고 지적하고, 추가 상태가 이미 전자로 가득 차 있다고 제안했다. 그러면 양성자는 이 낮은 상태에서 전자가 없는 것과 같을 것이다. 로버트 오펜하이머와 별도로 이고리 탐은 이것이 원자를 불안정하게 만들 것이라고 보여주었다. 마침내 1931년 디랙은 이 상태들이 새로운 "반전자" 입자에 해당해야 한다고 결론 내렸다. 1932년 칼 데이비드 앤더슨은 이 입자들을 실험적으로 관찰했으며, 이들은 양전자로 재명명되었다.

### 양전자-전자 생성
역설의 해결은 양자역학과 함께 발전했지만 많은 복잡성 때문에 더 느린 속도로 진행된 양자장론을 필요로 할 것이다. 이 개념은 막스 플랑크가 맥스웰의 고전 전자기학이 많은 응용 분야에서 성공적이었음에도 불구하고 흑체 복사 스펙트럼을 예측하지 못한다는 것을 입증한 데로 거슬러 올라간다.:332 1927년, 디랙은 양자장론을 사용하여 양자전자기학에 대한 첫 번째 연구를 발표했다. 이 기반 위에서 하이젠베르크, 요르단, 파울리는 1928년과 1929년에 양자화된 맥스웰 방정식에 상대론적 불변성을 통합했다.:341
그러나 이 이론을 클레인 역설 문제에 적용하기까지는 10년이 더 걸렸다. 1941년 프리드리히 훈트는 역설의 조건 하에서 단계에서 반대 전하를 가진 두 개의 전류가 자발적으로 생성됨을 보여주었다. 현대 용어로 말하면 전자와 양전자 쌍이 단계 전위에서 자발적으로 생성된다.
이러한 결과는 1981년 한센과 라븐달이 더 일반적인 처리를 사용하여 확인했다.:316

## 질량 없는 입자
높이 {\displaystyle V_{0}}의 전위 계단에 에너지 {\displaystyle E_{0}<V_{0}e}와 운동량 {\displaystyle p}로 접근하는 질량 없는 상대론적 입자를 고려한다.
입자의 파동 함수 {\displaystyle \psi }는 시간 독립적인 디랙 방정식을 따른다:
{\displaystyle \left(\sigma _{x}p+V\right)\psi =E_{0}\psi ,\quad V={\begin{cases}0,&x<0\\V_{0},&x>0\end{cases}}}
그리고 {\displaystyle \sigma _{x}}는 파울리 행렬이다:
{\displaystyle \sigma _{x}=\left({\begin{matrix}0&1\\1&0\end{matrix}}\right)}

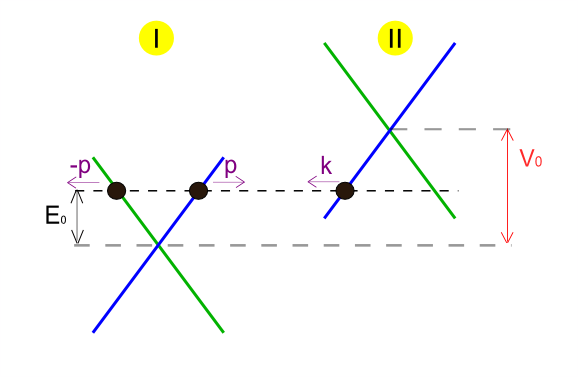
그림 1. 분산 관계의 묘사, x축은 운동량을 나타내고 y축은 에너지를 나타낸다.

입자가 왼쪽에서 전파한다고 가정하면, 우리는 두 가지 해를 얻는다 — 하나는 계단 이전의 영역 (1)에서, 다른 하나는 전위 아래의 영역 (2)에서:
{\displaystyle \psi _{1}=Ae^{ipx}\left({\begin{matrix}1\\1\end{matrix}}\right)+A'e^{-ipx}\left({\begin{matrix}-1\\1\end{matrix}}\right),\quad p=E_{0}\,}
{\displaystyle \psi _{2}=Be^{ikx}\left({\begin{matrix}1\\1\end{matrix}}\right),\quad \left|k\right|=V_{0}-E_{0}\,}
여기서 계수 A, A′ 및 B는 복소수이다.
입사 파동 함수와 투과 파동 함수는 모두 양의 군속도(그림 1의 파란색 선)와 관련이 있으며, 반사 파동 함수는 음의 군속도(그림 1의 녹색 선)와 관련이 있다.
이제 투과 및 반사 계수 {\displaystyle T,R}을 계산하려고 한다.
이들은 확률 진폭 전류에서 파생된다.
디랙 방정식과 관련된 확률 전류의 정의는 다음과 같다:
{\displaystyle J_{i}=\psi _{i}^{\dagger }\sigma _{x}\psi _{i},\ i=1,2\,}
이 경우:
{\displaystyle J_{1}=2\left[\left|A\right|^{2}-\left|A'\right|^{2}\right],\quad J_{2}=2\left|B\right|^{2}\,}
투과 및 반사 계수는 다음과 같다:
{\displaystyle R={\frac {\left|A'\right|^{2}}{\left|A\right|^{2}}},\quad T={\frac {\left|B\right|^{2}}{\left|A\right|^{2}}}\,}
{\displaystyle x=0}에서의 파동 함수 연속성은 다음을 산출한다:
{\displaystyle \left|A\right|^{2}=\left|B\right|^{2}\,}
{\displaystyle \left|A'\right|^{2}=0\,}
따라서 투과 계수는 1이고 반사는 없다.
역설의 한 가지 해석은 전위 계단이 질량 없는 상대론적 입자의 군속도 방향을 바꿀 수 없다는 것이다. 이 설명은 위에서 언급된 단일 입자 해에 가장 적합하다. 문헌에서는 더 복잡한 해석이 제시되는데, 양자장론의 맥락에서 구속되지 않은 터널링이 전위에서 입자-반입자 쌍의 존재로 인해 발생한다는 것이 밝혀졌다.

## 질량 있는 경우
질량이 있는 경우, 계산은 위와 비슷하다.
결과는 질량 없는 경우와 마찬가지로 놀랍다. 투과 계수는 항상 0보다 크고, 전위 계단이 무한대로 갈수록 1에 가까워진다.

### 클레인 영역
입자의 에너지가 {\displaystyle mc^{2}<E<Ve-mc^{2}} 범위에 있다면, 완전 반사보다는 부분 반사가 발생한다.

### 질량 있는 경우의 해결책
전통적인 해결책은 양자장론의 맥락에서 입자-반입자 쌍 생성을 사용한다.

## 다른 경우
이러한 결과는 더 높은 차원으로, 그리고 선형 계단, 사각 장벽, 부드러운 전위 등 다른 유형의 전위로 확장되었다.
그래핀에서의 전자 수송에 대한 많은 실험은 질량 없는 입자에 대한 클레인 역설에 의존한다.

## 같이 보기
- 역설 목록

## 더 읽어보기
- Cheng, T.; Su, Q.; Grobe, R. (July 2010). 《Introductory review on quantum field theory with space–time resolution》. 《Contemporary Physics》 (영어) 51. 315–330쪽. Bibcode:2010ConPh..51..315C. doi:10.1080/00107510903450559. ISSN 0010-7514.
- Dombey, N; Calogeracos, A. (July 1999). 《Seventy years of the Klein paradox》. 《Physics Reports》 315. 41–58쪽. Bibcode:1999PhR...315...41D. doi:10.1016/S0370-1573(99)00023-X.
- Robinson, T. R. (2012). 《On Klein tunneling in graphene》. 《American Journal of Physics》 80. 141–147쪽. Bibcode:2012AmJPh..80..141R. doi:10.1119/1.3658629.